# Lost in You
«Lost in You» (англ. Загублений в тобі) — четвертий та фінальний сингл третього студійного альбому канадського рок-гурту Three Days Grace — «Life Starts Now». В США пісня вийшла 1 лютого 2011.

## Список пісень
Міні-альбом
1. "Lost in You"
2. "World So Cold (версія на піаніно)"
3. "The Chain" (кавер-версія Fleetwood Mac)

## Чарти
| Чарт (2011)                           | Місце |
| ------------------------------------- | ----- |
| U.S. Billboard Mainstream Rock Tracks | 7     |
| U.S. Billboard Rock Songs             | 17    |
| U.S. Billboard Alternative Songs      | 18    |
| U.S. Billboard Adult Top 40           | 23    |
| Canada (Canadian Hot 100)             | 37    |
| Canada (Canadian Rock Songs)          | 4     |